# Bohdan Bondarev
Bohdan Bondarev –en ucraniano, Богдан Бондарев– (Donetsk, 2 de junio de 1974) es un deportista ucraniano que compitió en ciclismo en las modalidades de pista, especialista en las pruebas de persecución, y ruta.
Ganó una medalla de plata en el Campeonato Mundial de Ciclismo en Pista de 1995, en la prueba de persecución por equipos.
Participó en los Juegos Olímpicos de Atlanta 1996, ocupando el séptimo lugar en la prueba de persecución por equipos y el 11.º lugar en el kilómetro contrarreloj.

## Medallero internacional
| Campeonato Mundial | Campeonato Mundial | Campeonato Mundial | Campeonato Mundial      |
| Año                | Lugar              | Medalla            | Competición             |
| ------------------ | ------------------ | ------------------ | ----------------------- |
| 1995               | Bogotá ( Colombia) | Medalla de plata   | Persecución por equipos |

## Palmarés

### Pista
1995
- 2.º en el Campeonato Mundial de Persecución por Equipos (haciendo equipo con Dimitri Tolstenkov, Sergiy Matveyev y Alexander Simonenko)

### Carretera
| 2000 - 1 etapa del Baltyk-Karkonosze Tour 2001 - 2 etapas de la Carrera de la Paz - 1 etapa del Tour de Malopolska - 1 etapa del Tour de Polonia 2002 - 1 etapa del Szlakiem Grodów Piastowskich - Memorial Andrzeja Trochanowskiego - 1 etapa del Baltyk-Karkonosze Tour - 2.º en el Campeonato de Ucrania Contrarreloj | 2003 - 1 etapa del Szlakiem Grodów Piastowskich - 1 etapa de la Dookola Mazowsza 2004 - Carrera de la Solidaridad y de los Campeones Olímpicos, más 1 etapa 2005 - 1 etapa del Baltyk-Karkonosze Tour 2006 - 2 etapas de la Vuelta al Lago Qinghai |

## Resultados en Grandes Vueltas y Campeonato del Mundo
| Carrera         | 2001 | 2002 | 2003 | 2004 | 2005 | 2006 | 2007 |
| --------------- | ---- | ---- | ---- | ---- | ---- | ---- | ---- |
| Giro de Italia  | -    | -    | Ab.  | -    | -    | -    | -    |
| Tour de Francia | -    | -    | -    | -    | -    | -    | -    |
| Vuelta a España | -    | -    | -    | -    | -    | -    | -    |
| Mundial Ruta    | -    | -    | -    | -    | -    | -    | -    |

-: no participa

Ab.: abandono